# Olena Govorova
Olena Ivanivna Govorova (ukrajinsko Олена Іванівна Говорова), ukrajinska atletinja, * 18. september 1973, Izmajil, Sovjetska zveza.
Nastopila je na poletnih olimpijskih igrah v letih 1996, 2000 in 2004, leta 2000 je osvojila bronasto medaljo v troskoku, v ostalih nastopih pa deveto in deseto mesto. Na svetovnih prvenstvih je prav tako osvojila  bronasto medaljo leta 1997. 